# Elevens rätt
Elevens rätt är ett nätverk i Sverige som verkar för att stärka elevers rätt till fungerande skolgång.
Nätverket startades 2015 av Cilla Lundström och Jessica Hanna-Eklund.

## Pris i Skolkurage
Nätverket Elevens rätt började dela ut priset Pris i Skolkurage 2015. Priset hyllar personer som vågar ställa upp för elevers rättigheter också när det är kontroversiellt, och skulle delas ut årligen.

### PristagarePris i Skolkurage
- 2015 – Ulrika Aspeflo[2][3]
- 2016 – Wern Palmius[4][5]
- 2017 – Elisabet von Zeipel[6][7]
- 2018 – Lotta Curbo[8]